# Juliana Olayode
Juliana Oluwatobiloba Olayode và còn được biết đến với tên Toyo Baby (nghệ danh này đến từ vai diễn Toyosi trong loạt phim Jenifa's Diary) là một nữ diễn viên người Nigeria và một nhà hoạt động cho sự trong sạch về mặt tình dục. Cô được biết đến với những chỉ trích công khai về việc quan hệ tình dục trước hôn nhân của giới trẻ Nigeria.

## Lí lịch
Juliana sinh ra trong một gia đình 8 người và lớn lên ở bang Lagos. Trước đó, bà đến từ khu vực chính phủ Ipokia, phía tây bang Ogun. Khi còn nhỏ, bà chưa từng nghĩ mình sẽ trở thành một diễn viên huống hồ là một nữ hoàng của thể loại phim chính kịch.

## Sự nghiệp
Trước khi nổi tiếng, bà đã nổi bật bởi những vai diễn trong bốn bộ phim, bao gồm cả vai diễn "Judith" trong bộ phim Couple of Days. Rồi bà tiếp tục sự nghiệp diễn xuất của mình và trở thành một cái tên thân thuộc của Nollywood (nền công nghiệp điện ảnh của Nigeria). Dù dần nổi tiếng với vai Toyo Baby trong loạt phim truyền hình, nhưng bà vẫn giữ vai diễn ấy.
Khoảng giữa cuối năm 2017, bà đã xuất bản một quyển tự truyện tên là "Rebirth: From Grass to Grace". Trong cuốn sách này, bà đã kể về đời tư, sự lạm dụng tình dục và sự phấn đấu trong sự nghiệp.

## Phim ảnh
Dưới đây là những bộ phim mà bà đã góp mặt:
- Jenifa's Diary[14][15]
- Where Does Beauty Go
- Rivers Between[16]
- Couple of Days[17]